# Metropolitana di Novosibirsk
La metropolitana di Novosibirsk è il sistema di trasporto rapido urbano di Novosibirsk, in Russia.

## Storia
Novosibirsk è la terza città della Russia, con una popolazione di 1,4 milioni di persone. Fu fondata come città di collegamento tra le principali arterie della Siberia, la Transiberiana e il fiume Ob. Per queste ragioni, non è sorprendente la grande crescita che la città ha dovuto sostenere. I progetti per il sistema di trasporto rapido iniziarono nei tardi anni sessanta, e i lavori iniziarono il 12 maggio 1979. Con la grande esperienza nella costruzione delle metropolitane ereditata dalla costruzione delle altre nell'URSS, ci vollero sette anni e mezzo per completare i lavori nelle cinque stazioni che furono inaugurate il 7 gennaio 1986, e che fecero diventare Novosibirsk l'undicesima città sovietica (quarta in Russia) a poter usufruire della metropolitana. I lavori proseguirono rapidamente per raggiungere i progetti originari di 62 km su quattro linee. Le difficoltà finanziarie dell'inizio degli anni novanta ebbero come effetto il congelamento dei lavori, che sono recentemente stati ripresi.

## Numeri
La rete comprende 13 stazioni e due linee, con 20 treni formati ognuno da quattro carrozze, in grado di trasportare 250.000 passeggeri al giorno. Le stazioni sono splendidamente decorate in stile tardo-sovietico. Attualmente, delle 13 stazioni (12 più quella di interscambio contata due volte), sette sono a doppia banchina, mentre quattro hanno un unico ambiente con una banchina centrale che serve entrambe le direzioni. C'è anche una stazione in superficie che si raggiunge con un tracciato di circa 2 km percorsi in un ponte coperto sul fiume Ob.

## Le linee della metropolitana
| # | Nome                       | Apertura | Ultima stazione inaugurata | Lunghezza | Stazioni |
| - | -------------------------- | -------- | -------------------------- | --------- | -------- |
| 1 | Leninskaja (Ленинская)     | 1986     | 1992                       | 10,5 km   | 8        |
| 2 | Dzeržinskaja (Дзержинская) | 1987     | 2010                       | 5,5 km    | 5        |
|   | Totale:                    |          |                            | 16 km     | 13       |